# Flauto a coulisse
Il flauto a coulisse (in inglese slide whistle) o jazzo-flute, detto anche flauto di loto, è uno strumento a fiato, composto da un semplice cilindro in cui l'estremità superiore costituisce il becco. L'estremità inferiore è chiusa da un pistone azionato con la mano dall'esecutore.
Appartiene alla famiglia dei flauti dritti.

## Presentazione
Il flauto a coulisse non ha tasti o fori, a differenza di tutti gli altri strumenti della famiglia dei flauti. Non esiste quindi diteggiatura per questo strumento: l'altezza del suono è determinata dalla posizione del pistone nel corpo del flauto.
La principale caratteristica del flauto a coulisse è il suo glissando, sovente impiegato per ottenere effetti umoristici. 
Nei primi anni di produzione dei cartoni animati degli studios Disney, faceva parte di un vasto insieme di strumenti "insoliti", come i richiami da caccia, il flexatone o la sirena senza contare tutti gli strumenti inventati maison.
È uno strumento utilizzato nelle scuole primarie per risvegliare l'interesse dei bambini per musica, ma è stato preso in considerazione anche dal compositore microtonale Ivan Aleksandrovič Vyšnegradskij come un elemento interessante tra gli strumenti artificialmente creati negli ultimi tempi, come la sega musicale e gli strumenti elettronici.

## Tessitura
L'estensione del flauto a coulisse dipende da diversi parametri, il principale è la lunghezza del tubo, che dipende da ciascun fabbricante.
Nel suo Handbook of instrumentation Andrew Stiller ha inserito la seguente tessitura per il flauto a coulisse, precisando le sfumature che si può sperare di ottenere, più dolce o più intensa, in funzione del registro dello strumento:

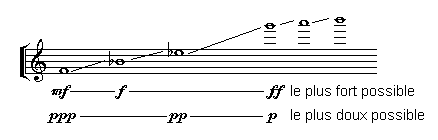
Tessitura del flauto a coulisse.

## Impiego nell'orchestra

### Opera
- L'Enfant et les sortilèges di Maurice Ravel (1925)

### Musica sinfonica
- Louis Aubert, quarto movimento della suite Cinéma (1956),
- Concerto per violino di György Ligeti (1993)[4].

### Oratori
- Passaggio di Luciano Berio, per soprano, coro e orchestra (1963) che impiega cinque flauti a coulisse,
- molte partiture di P. D. Q. Bach (Peter Schickele) tra cui The seasonings ("La stagionatura", parodia delle Stagioni di Haydn) in cui tre flauti a coulisse di differenti dimensioni sono impiegati simultaneamente.

### Musica da camera
- Kammermusik n. 1, op.24 di Paul Hindemith (1922)

## Impiego nella musica moderna
- Louis Armstrong lo utilizzò al posto del suo solito strumento, la cornetta, per registrare un coro nella canzone "Sobbin' Blues" del 1923 della Creole Jazz Band di King Oliver.[5]
- Bob Dylan ha utilizzato un flauto a coulisse montato insieme alla sua armonica nella canzone "Highway 61 Revisited" del 1965. Secondo quanto riferito, durante le sessioni, il tastierista Al Kooper avrebbe redarguito chiunque usasse sostanze illecite, suonando il fischietto in una imitazione di una sirena della polizia.[senza fonte] Dylan quindi incorporò lo strumento nella canzone.
- Roger Waters ha suonato due note nella canzone "Flaming", dall'album di debutto dei Pink Floyd, The Piper at the Gates of Dawn.